# یواس‌اس ویلسون (دی‌دی-۴۰۸)
یواس‌اس ویلسون (دی‌دی-۴۰۸) (به انگلیسی: USS Wilson (DD-408)) یک کشتی بود که طول آن ۱۰۳٫۹ متر (۳۴۱ فوت) بود. این کشتی در سال ۱۹۳۹ ساخته شد.